# Konga härad
Konga härad ([²kʊŋːa]) var ett härad i södra Småland och östra Kronobergs län i smålandet Värend. Häradet motsvarar idag delar av Växjö kommun, Lessebo, Emmaboda och Tingsryds kommuner. Arealen uppgick till 1 716 km² varav land 1 547. Tingsstället låg till slutet av 1600-talet i Ryd i Nöbbele socken för att därefter till 1738 omväxla mellan Ingelstad, Sjöbol, Kvarnamåla och Möckleryd. Från 1738 till 1926 låg det i Ingelstad, varefter ett nytt tingshus byggt 1921/1922 i Växjö användes.

## Namnet
Häradsnamnet skrevs 1379 i Kurungahæredh. Kurungar är med säkerhet en inbyggarbeteckning bildat från en samlingsplats. Det har föreslagits att denna skall avse Kårestad i Furuby socken som 1402 skrevs Korastadha. Detta ortnamn anses bildat av det fornsvenska mansnamnet Kori samt stad. Det finns dock inget som styrker att Kårestad skulle ha varit en tingsplats. Därför anses den föreslagna betydelsen av häradsnamnet inte vara slutgiltig.

## Socknar
Konga härad omfattade 15 socknar.
I Växjö kommun
- Furuby
- Hemmesjö
- Nöbbele
- Tegnaby
- Uråsa
- Växjö socken, del av: 14 1/2 mantal i Kinnevalds härad och 11 1/3 mantal i Konga härad. 1 januari 1891 socknen helt överfört till Konga härad.[4]
- Östra Torsås

I Tingsryds kommun
- Linneryd
- Södra Sandsjö
- Tingsås
- Väckelsång
- Älmeboda

I Lessebo kommun
- Hovmantorp
- Ljuder

I Emmaboda kommun
- Långasjö
- Vissefjärda, del av (Vissefjärda Kåraböke) fram till 1889

Växjö stad hade till 1971 en egen jurisdiktion och rådhusrätt för att då uppgå i Växjö tingsrätt

## Geografi
Häradet är beläget mellan Växjö i norr och gränsen mot Blekinge i söder. De största tätorterna var Tingsryd, Hovmantorp och Lessebo. Trakten består av en skogbevuxen bergsplatå som är rik på sjöar.
Flera av Vilhelm Mobergs romaner, exempelvis Utvandrarna, utspelar sig i detta område.
Sätesgårdar var Lidhems säteri (Väckelsångs socken), Åryds bruk (Hemmesjö), Hovmantorps säteri (Hovmantorp), Östrabo biskopsgård (Växjö socken), Kronobergs kungsgård med ruinerna av Kronobergs slott (Växjö socken, överfört från Kinnevalds härad 1891), Teleborgs slott (Växjö socken, överfört från Kinnevalds härad 1891), Örmo bruk (Södra Sandsjö), Orraryds herrgård (Nöbbele), Hermanstorps herrgård (Nöbbele), Stenfors bruk (Tingsås) och Torsjö säteri (Östra Torsås).

## Län, fögderier, tingslag, domsagor och tingsrätter
Socknarna ingick och ingår i Kronobergs län och från 1969 även med Långasjö socken i Kalmar län. Församlingarna tillhör(de) Växjö stift.
Häradets socknar hörde till följande fögderier:
- 1918-1945 Uppvidinge fögderi (Hovmantorps, Furuby, Tegnaby, Växjö och Östra Torsås socknar)
- 1917-1945 Konga och Kinnevalds fögderi (Nöbbele, Långasjö, Ljuders, Älmeboda, Linneryds, Södra Sandsjö, Väckelsångs, Tingsås och Uråsa socknar)
- 1946-1966 Konga fögderi
- 1967-1990 Växjö fögderi
- 1971-1990 Kalmar fögderi för Långasjö socken

Häradets socknar tillhörde följande tingslag, domsagor och tingsrätter:
- 1680-1947 Konga tingslag i Östra Värends domsaga, där även Uppvidinge härad ingick (och före 1795 Östra härad)
- 1948-1970 Östra Värends tingslag i Östra Värends domsaga
- 1969-1970 Möre och Ölands domsagas tingslag i Möre och Ölands domsaga för Långasjö socken med

- 1971- Växjö tingsrätt och dess domsaga
- 1971- Möre och Ölands tingsrätt och dess domsaga från 1982 Kalmar tingsrätt och domsaga för Långasjö socken